# Pietro Brandolese
Pietro Brandolese (Canda, 10 gennaio 1754 – Padova, 3 gennaio 1809) è stato un editore italiano.
Uomo di cultura, da appassionato di arte nella seconda metà del XVIII secolo scrisse numerose opere sull'argomento, commentando anche opere altrui.

## Biografia
Pietro Brandolese nacque a Canda, presso Lendinara, il 10 gennaio del 1754. Il suo primo maestro di poesia fu uno zio, appassionato in particolare di quella berniesca. A insegnargli la matematica fu Padre Griffi, il quale era anche appassionatissimo di pittura e trasmesse questa sua passione a Pietro, che la coltivò per tutta la vita. Di famiglia povera, Brandolese decise di dedicarsi all'arte del libraio, perché gli "apportasse vantaggio"; proprio per questo motivo si recò a Venezia da Giambattista Albrizzi, celebre letterario nella cui libreria si raccoglievano i più famosi letterati di Venezia e degli stranieri soliti visitarla. Qui si dedicò quasi esclusivamente allo studio della bibliografia, ebbe la possibilità di studiare i grandi classici, e di leggere molti libri rari di cui all’epoca ogni biblioteca privata dei nobili veneziani possedeva almeno una copia. Raccolte le informazioni di cui necessitava, nel 1775 pubblicò un catalogo di libri appartenenti alle arti del disegno che si trovavano presso Albrizzi. Nel 1778 si recò a Padova, e vi aprì un negozio di libri, il quale tenne fino alla morte. Nel 1790 riprodusse il Catalogo delle edizioni aldine, già esteso e fatto stampare dal Burgassi nello stesso anno a Pisa. Nel 1805 si accorse delle imprecisioni del catalogo e vi aggiunse un'appendice. Ambedue queste opere ebbero allora il merito della novità, ma furono presto dimenticate a causa del celebre Renouard, il quale pubblicò una edizione riguardante gli Aldi che risultava molto più dettagliata. Fra gli amici che il Brandolese riuscì a tener vicino a sé vi era il coltissimo cavaliere Giovanni de Lazara, che lo scelse come compagno nell’ispezione delle pitture della città di Padova e dintorni voluta dalla repubblica di Venezia. Allora compose la nuova guida artistica per la medesima città e la pubblicò. Molti non apprezzarono quest'opera, perché disonorava non poco Rossetti che molti anni prima aveva pubblicato un lavoro simile. Alcuni maestri del Seminario padovano si lamentarono, e accusarono fortemente Brandolese, difendendo Rossetti loro compagno nello stesso Seminario. Dopo poco il Brandolese si trovò a scrivere un'altra critica della Tipografia Perugina del secolo XV fatta dal celebre Vermiglioli. Il Vermiglioli si complimentò con Pietro per le proposte correzioni, e le riutilizzò nella seconda edizione dello stesso libro. Il Brandolese godette dell'amicizia di uomini insigni, e bene spesso era consultato per argomenti bibliografici, ma non solo, anche letterari, nonostante dicesse sempre di non essere che un semplice libraio. Nel 1809 Pietro si spense, a causa di una malattia.